# Renata Boero

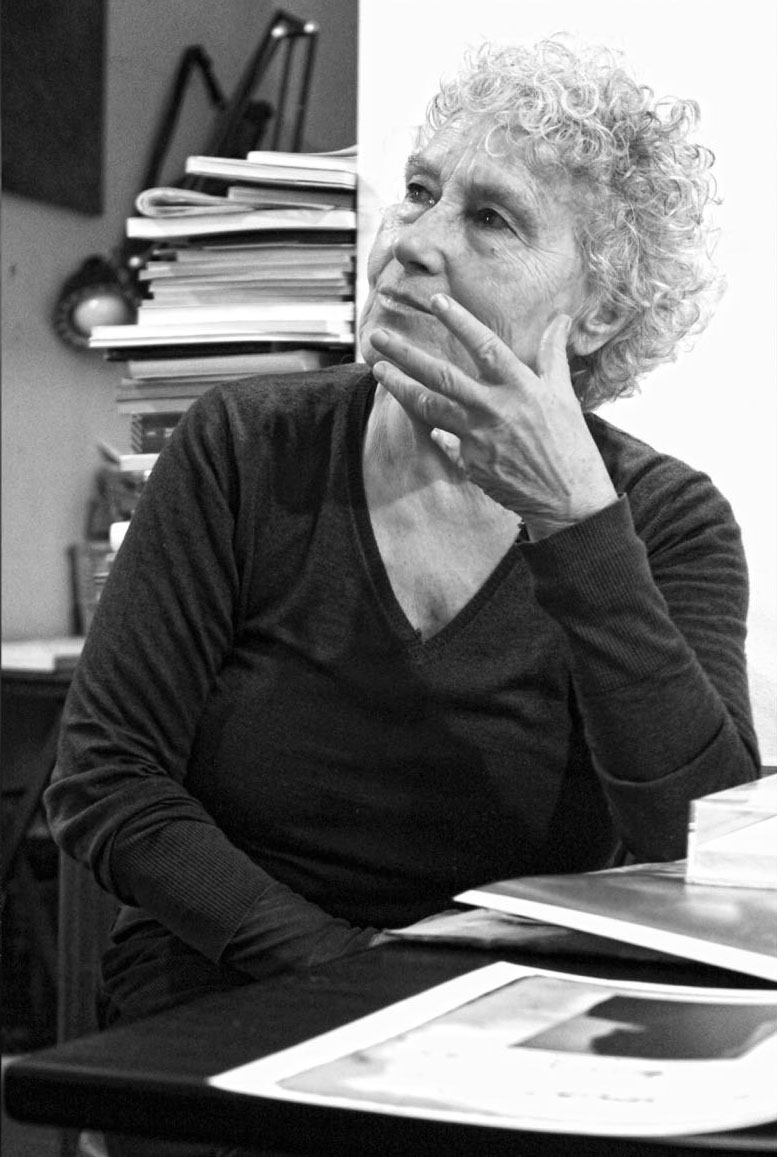
Renata Boero, foto di Emiliano Zucchini

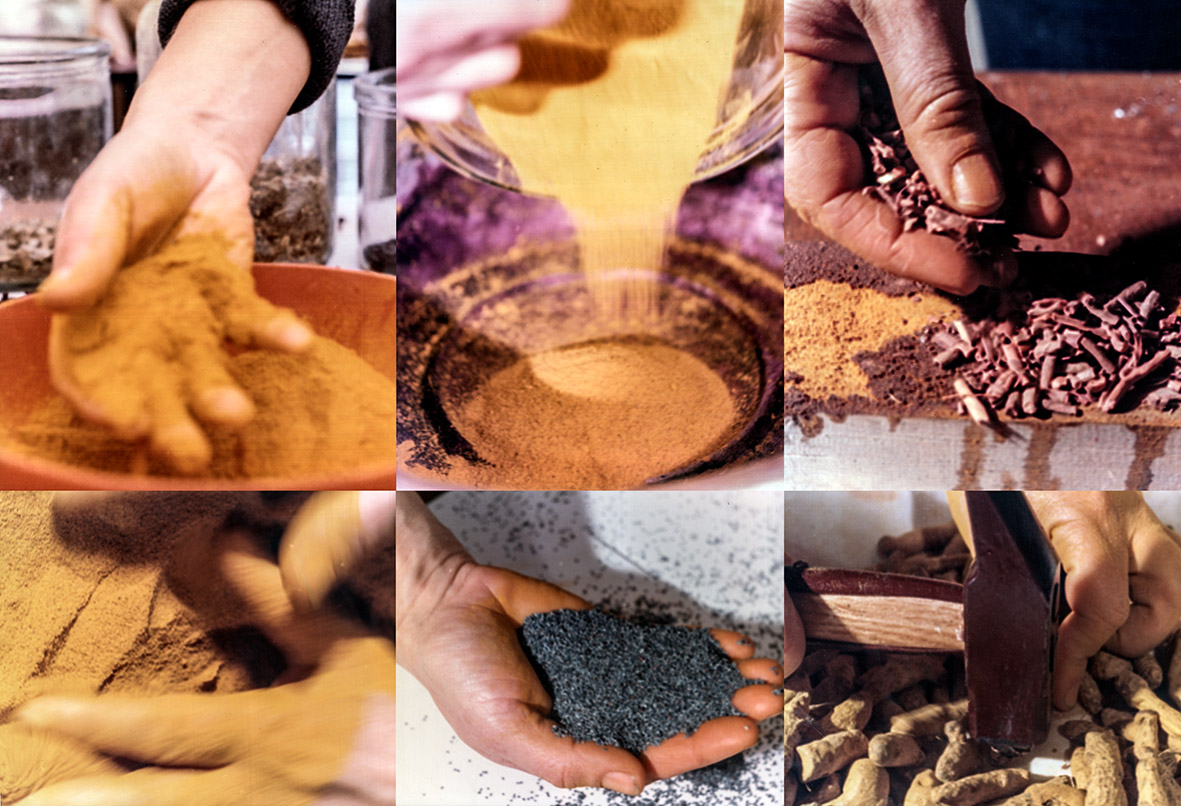
Ipotesi 80, a cura di Maurizio Fagiolo dell’Arco (Bari 1977), Sequenza di Diapositive

Renata Boero (Genova, 21 dicembre 1936) è un'artista italiana.

## Biografia
Trascorre l’infanzia a Torino, dove il padre è insegnante di Economia e Commercio presso l’Università, poi intraprende studi umanistici in Svizzera e infine studi artistici a Genova, al Liceo Artistico Nicolò Barabino, allieva del pittore Emilio Scanavino. Frequenta in seguito il Biennio di Architettura.
La sua prima mostra importante è nel 1959, con la partecipazione alla Quadriennale di Roma, in cui esporrà anche nel 1986 e 1999..
Dal 1960 al 1966 è assistente di Caterina Marcenaro, direttrice del Museo di Palazzo Rosso a Genova, dove si occupa anche di restauro conservativo. Sempre a Genova le viene assegnata la cattedra di Ornato Disegnato al Liceo Artistico Nicolò Barabino.
Inizia nel 1966 una ricerca antropologica sui pigmenti naturali, dando vita ad una serie di lavori di grande formato, dei teleri colorati con un originale lavoro preparatorio: la ricerca e manipolazione di erbe e radici coloranti, fatte poi bollire e trasferite infine sulla tela ripiegata. Le prime uscite dallo studio di queste opere, documentate da sequenze fotografiche, sono sulle alture del Righi, a Genova.
Col nome definitivo di Cromogrammi queste opere sono esposte in mostra per la prima volta nel 1972 a Toulouse, su invito del poeta e critico d’arte Jacques Lepage, poi nel 1974 e nel 1976 alla Galleria Martano di Torino, sempre nel 1976 sulla spiaggia dei Cantieri Navali Baglietto, a Varazze (Una tela di venti metri) e nel 1978 all’I.C.C. (Internationaal Cultureel Centrum) ad Anversa, a cura di Flor Bex.
Dagli anni ottanta realizza le serie Specchi, (esposti alla Biennale di Venezia nel 1982). Sempre negli anni ottanta subentra a Luigi Veronesi nell'insegnamento alla Nuova Accademia di Belle Arti (NABA) di Milano, dove ricopre la cattedra di Cromatologia. Dal 1986 ha la cattedra di Pittura all'Accademia di Belle Arti di Brera e si stabilisce definitivamente a Milano, dove apre lo studio in via Borsieri.
Dal 1991 collabora con Mario Cresci, appena nominato direttore dell'Accademia Carrara di Belle Arti di Bergamo a fondare un corso di pittura. Sempre a Bergamo, nel 1995 realizza la Camera Pitta: Odore in una sala della Galleria d'Arte Moderna e Contemporanea, in occasione della mostra La Grande Scala - Teleri italiani e altri grandi formati di artisti contemporanei, a cura di Vittorio Fagone.
Nel 1992 è invitata dall’amico scultore Pietro Consagra a Gibellina, dove Il sindaco Ludovico Corrao le propone di progettare uno dei prisenti, lunghi drappi ricamati portati in processione che, riprendendo un'antica tradizione, dal 1981 vengono realizzati dalla cooperativa delle donne ricamatrici con il contributo di vari artisti. Il prisente, un arazzo di 200x585 centimetri, verrà esposto alla Biennale di Venezia del 1993.
Negli anni novanta compie molti i viaggi in Sudafrica e in Kenya dove con l’amico artista Sarenco realizza lavori insieme agli artisti africani.
Inizia i cicli Crani, Blu di legno e Architetture.
Al rientro da un lungo e solitario viaggio nel Mali realizza Africa, un libro d’artista fatto di immagini con testi poetici di Charles Carrére (personalità di spicco della letteratura africana francofona) e Paolo Fossati. Il libro viene pubblicato in edizione facsimile dalla Casa editrice Eidos e presentato alla Fiera del Libro di Torino nel 1999.
Nel 1996, partecipa ad un "Incontro con gli artisti" condotto dal critico Paolo Fossati alla Scuola Normale Superiore di Pisa, dal titolo "Attraverso il Mali".
Nel 2005 è invitata come Visiting Professor presso l'Università di San Diego in California a tenere un corso annuale sulla sua esperienza artistica.
Nel 2010-2011 tiene una serie di conferenze e mostre in Argentina.
Negli anni duemila realizza i cicli Germinazioni e Ctò-nio-graphie.
Nel 2021 presso la GNAM - Galleria Nazionale d’Arte Moderna e Contemporanea di Roma riceve il ‘Premio Arte: Sostantivo Femminile’.
Nel 2022 le sue opere Cromogramma, 1970 (270 × 500 cm), Ctò-nio-graphia - radiografia del sottosuolo, anni 2000 (300 × 90 cm) e Ctò-nio-graphia - il rituale del serpente, anni 2000 (300 × 96 cm) sono acquisite dalla GNAM - Galleria Nazionale d'Arte Moderna e Contemporanea di Roma.
Nel febbraio 2023 la sua opera Cromogramma 1972 (cm 235x560) è acquistata dalla Fondazione Guido ed Ettore De Fornaris ed esposta nelle collezioni della GAM - Galleria d'Arte Moderna di Torino.
Alcune delle principali personali: La Fabrique, Tolouse (1975), Galleria Martano, Torino (1976), Galleria Martano, Torino (1977), Der Zauber der Farbe Galerie Grita Insam, Vienna (1978), Galerie Anne Van Horenbeeck Art Actuel, Bruxelles (1978), I.C.C. (Internationaal Cultureel Centrum), Anversa (1978), De radicibus Galerie Chantal Crousel Svennung, Parigi (1979), Galeria Quadrum, Lisbona (1980-1981), Galleria La Polena, Genova (1981), Galleria Martano, Torino (1981), Galerie Nane Stern, Parigi (1984), Centre Synergon, Bruxelles (1986), Galerie Artiscope, Bruxelles (1994), La Grande Scala - Teleri italiani e altri grandi formati di artisti contemporanei Galleria di Arte Moderna e Contemporanea, Bergamo (1995), Musei Civici di Monza (1988), Casa del Mantegna a Mantova (1992), Il Viaggio Galerie Artiscope II, Bruxelles (1999), Crânes Galerie Artiscope - Zaira Mis, Bruxelles (1999), University of San Diego, California (2005), Mestna Galerija di Nova Gorica e Umetnostna Galerija di Maribor, Slovenia (2007), Museo Nazionale di Storia e Cultura del Belarus, Minsk (2008), Università nazionale di Córdoba in Argentina (2010), Castello Aragonese, Ischia (2011), Contaminazioni Museo Diocesano, Milano (2014), Kromo-Kronos, Museo del Novecento, Milano (2019), Tempo e Tempi, Galleria Vavassori, Milano (2019-2020), Pensieri di pace (Farfalle), installazione, Museo d'arte contemporanea a cielo aperto Su logu de s'iscultura, Tortolì, Nuoro (2022), Viaggio in Sardegna Museo Murats, Samugheo, Oristano (2022-2023), Renata Boero, Teleri, Musei Civici Palazzo Buonaccorsi, Macerata (2025).
Ha partecipato inoltre alla Biënnale van de kritiek – Biennale de la critique a cura di Flor Bex ad Anversa e Charleroi (1979-1980), ad Arte e Critica 1980 e Arte e Critica 1981 alla Galleria Nazionale di Arte Moderna di Roma e ad Art and Critics, a selection, a cura di Ida Panicelli e Bruno Montura, Magazzini Marshall, Chicago (1982), alla XVI Biennale di San Paolo in Brasile (1981) a cura di Bruno Mantura e a varie edizioni della Biennale di Venezia: Padiglione italiano a cura di Luciano Caramel (1982), Sezione Transiti a cura di Achille Bonito Oliva (1993), evento collaterale Identità e differenze - Libri d'artista (1995), evento collaterale XI Biennale di architettura The bearable lightness of being. The metaphor of the space a cura di Davide Di Maggio e Lóránd Hegyi a Palazzo Pesaro Papafava (2008), evento collaterale Venezia salva - omaggio a Simone Weil a cura di Vittoria Surian ai Magazzini del Sale (2009), evento collaterale XII Biennale architettura Oltre il giardino - un giardino globale (2010).
Le principali mostre collettive degli anni 2000: Art Woman 2001. Sguardi incrociati, Lecce (2001), Arte Italiano: Tendencias del Novecientos, Centro Cultural Borges, Buenos Aires (2004) e Museo Municipal de Bellas Artes, Cordoba, Argentina (2005), Cristo oggi 2010, Fano (2010-2011), Artissima 18, Internazionale d'Arte Contemporanea - Back to the Future, Torino (2011), Scogliera viva - XVI ed, Premio Internazionale di scultura all'aperto Caorle, Venezia (2012),Women's Roundabout, Galleria Artiscope, Bruxelles (2012-2013), IO KLIMT, Gubbio (2013), Kunst Heilt Medizin - Zehen Werke, Graz, Austria (2017-2018), Doppia Coppia - Boero, Dadamaino, Fiorelli, Raffaelli, Galleria Spazia, Bologna (2018), Vita, morte, miracoli - L'arte della longevità, Museo d’Arte Contemporanea Villa Croce, Genova (2018), Libere tutte, Casa Testori, Novate Milanese (2019-2020), La face autre de l'autre face, MUC, Villefranche-de-Rouergue, Francia (2020), Via dell'Inferno, Herald St Gallery, Londra (2020), IL VOLTO SINISTRO DELL'ARTE - Romana Loda e l'arte delle donne, APALAZZOGALLERY, Brescia (2020), Notes on Entropy, Arcadia Missa Gallery, Londra (2020), Io dico Io - I say I, Galleria Nazionale d'Arte Moderna e Contemporanea, Roma (2020-2021), "Nulla è perduto. Arte e materia in trasformazione", GAMeC, Bergamo (2021-2022), ASTRATTE. Donne e astrazione in Italia 1930-2000, Como (2022), HOT SPOT – Caring For a Burning World, Galleria Nazionale d'Arte Moderna e Contemporanea, Roma (2022-2023), Rassegna internazionale "Libro d'Artista", Matera (2023), El Dorado - il fondo oro nella ricerca contemporanea, La Casa del Diospero Centro Studi Roccantica, Museo Canonica, Villa Borghese, Roma (2023-2024), La Libera Maniera. Arte astratta e informale nelle collezioni Intesa Sanpaolo, Casa Museo I. Bruschi, Arezzo (2024), Leggere il tempo. Libri nell'arte. XXI secolo, Palazzo Lomellino, Genova (2024).
Renata Boero ha realizzato anche i brevi video sperimentali Cromo Crime (Super8 col., 4’ 06’’), La sabbia (Super8 col., 3’ 29’’) e La sedia e il mare (Super8 col., 7’ 03’’) nel decennio 1970-1980, e Prima dell'applauso, Video digitale del 2008 con testi e immagini tratti dal volume Prima dell'applauso. Renata Boero, quasi un ritratto di Mario Canepa (2007).
Le sue opere sono in varie Collezioni pubbliche, come: Collezione Banque Française du Commerce Extérieur di Parigi, Collezione Farnesina - Ministero degli Affari Esteri di Roma, Collezione FIAM di Tavullia (Pesaro), Galleria Civica - Fondazione Modena Arti Visive di Modena, Galleria Civica d’Arte Contemporanea di Marsala, Galleria d'Arte Contemporanea Stoppioni di Santa Sofia, Campigna (Forlì - Cesena), Galleria d'Arte Moderna e Contemporanea Zanella di Gallarate, Galleria Nazionale di Cosenza, GAM - Galleria d’Arte Moderna di Torino, GNAM - Galleria Nazionale Arte Moderna di Roma, Musei Civici di Monza, Museo Civico Corrao di Gibellina, Museo DAMA - Daphne Museum Art, spazio espositivo collocato all'interno del MAC - Museo d'Arte Contemporanea di Capua (Caserta), Museo dei Lumi e Sinagoga di Casale Monferrato, Museo del Novecento di Milano, Museo dello CSAC - Centro Studi e Archivio della Comunicazione di Parma, Museo Diocesano di Milano, Museo MART di Rovereto (Trento), MuSpAC - Museo Sperimentale di Arte Contemporanea de L'Aquila, National Museum of Fine Arts de La Valletta (Malta), Pinacoteca Comunale Zancanaro di Capo d'Orlando (Messina).